# Robert Wells

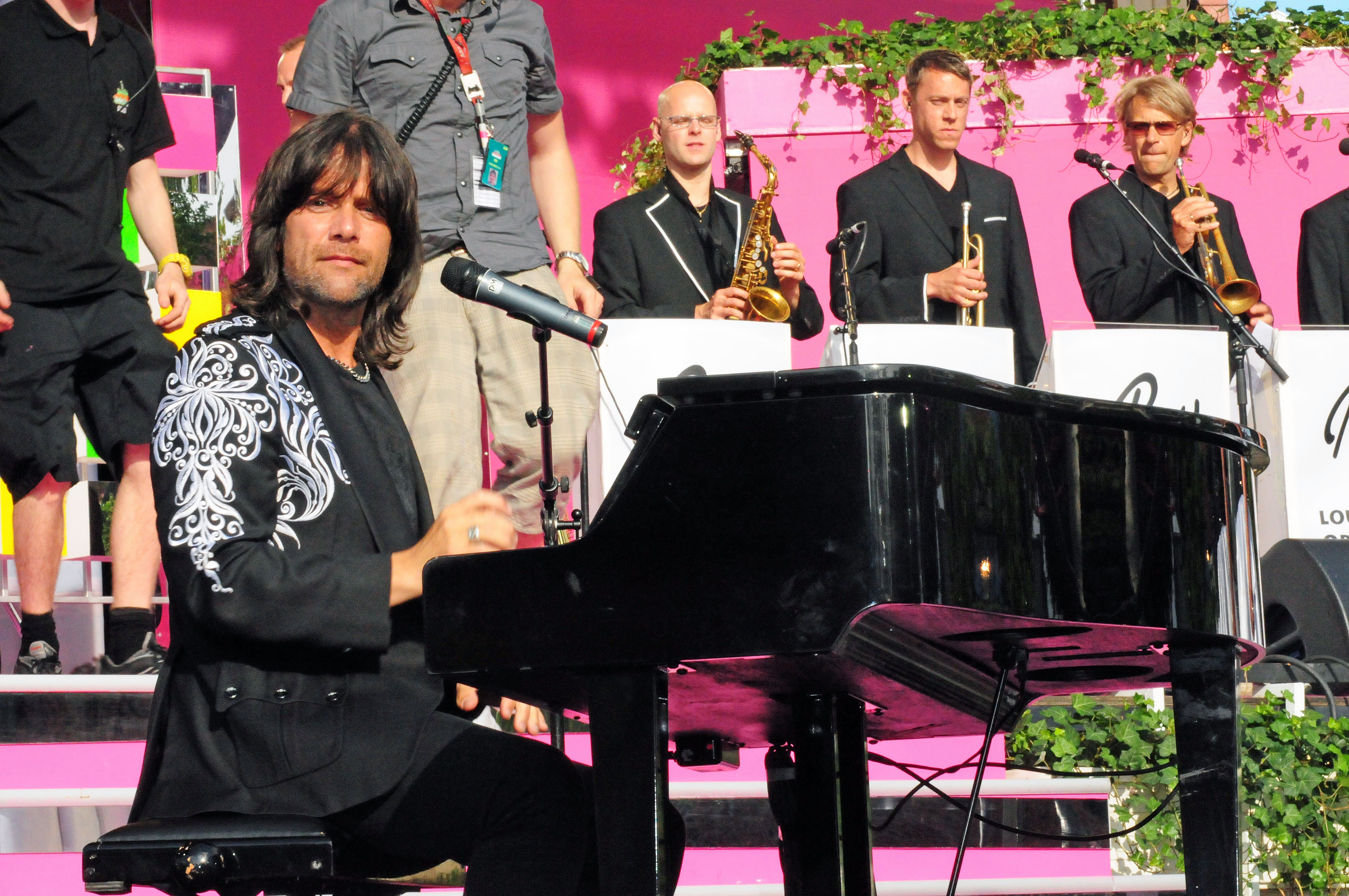
Robert Wells på Sommarkrysset.

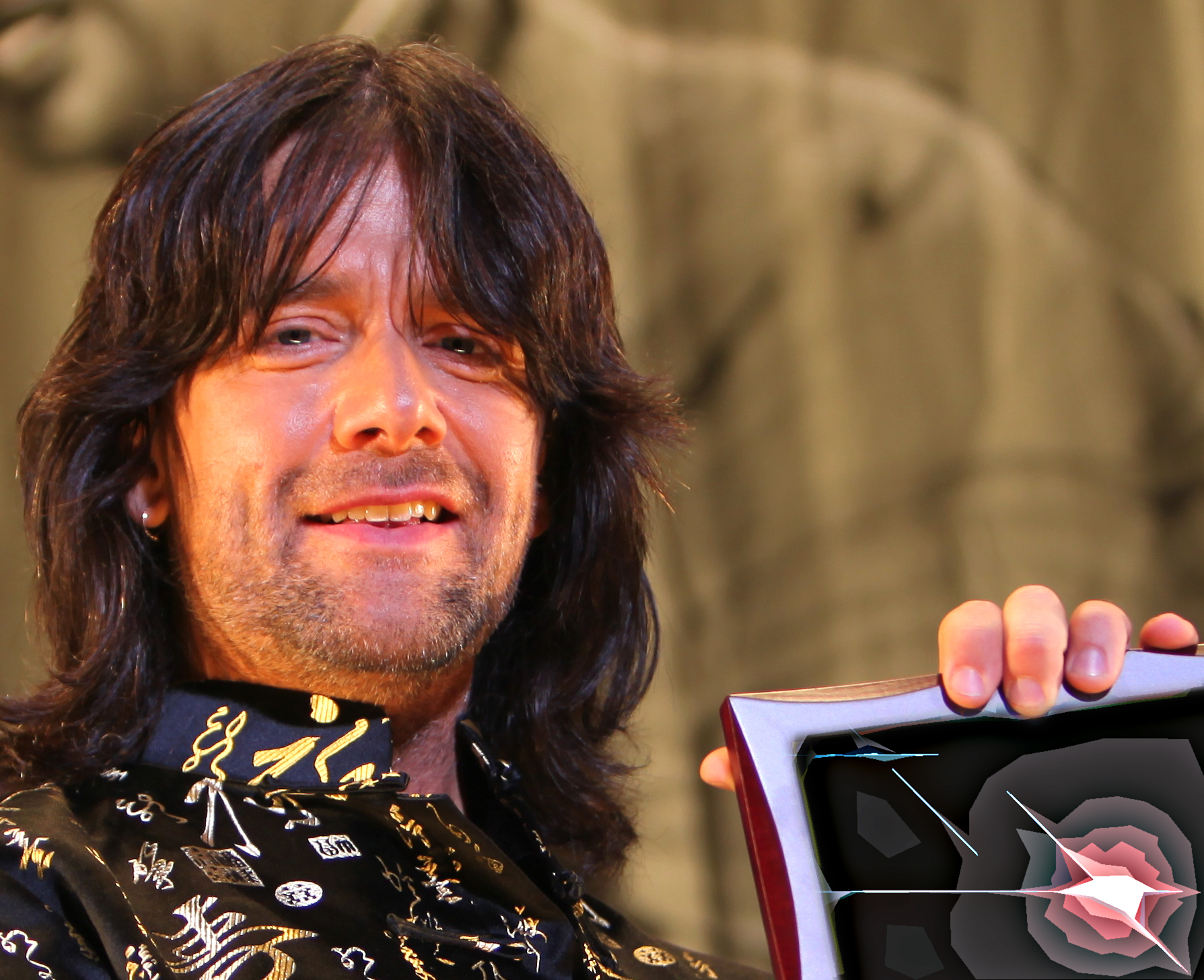
Robert Wells tar emot pris som turistambassadör för Peking, Kina under sin konsertserie "Rhapsody in Rock" på Skansen i Stockholm 2009

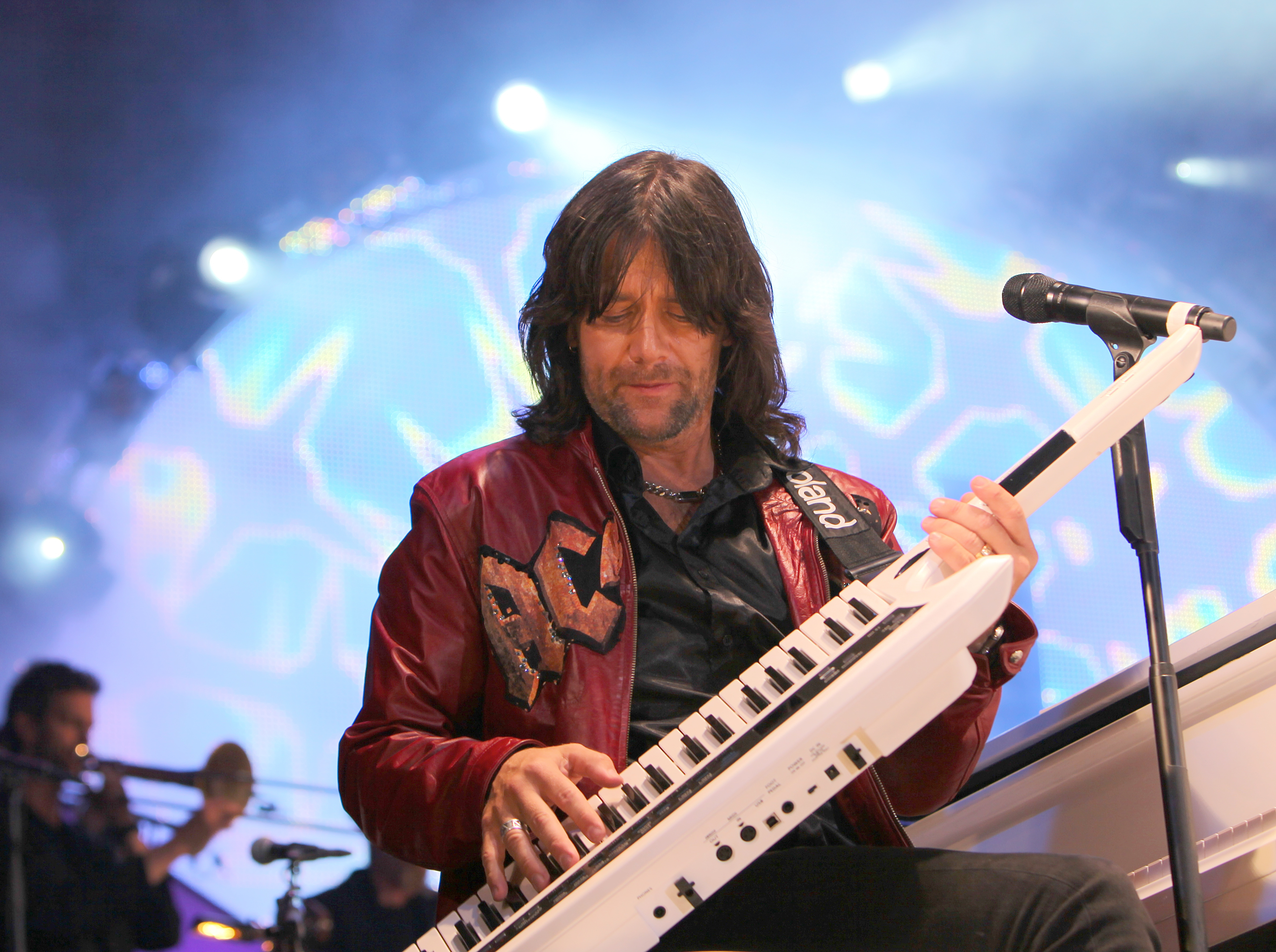
Robert Wells, Rhapsody in Rock 2009.

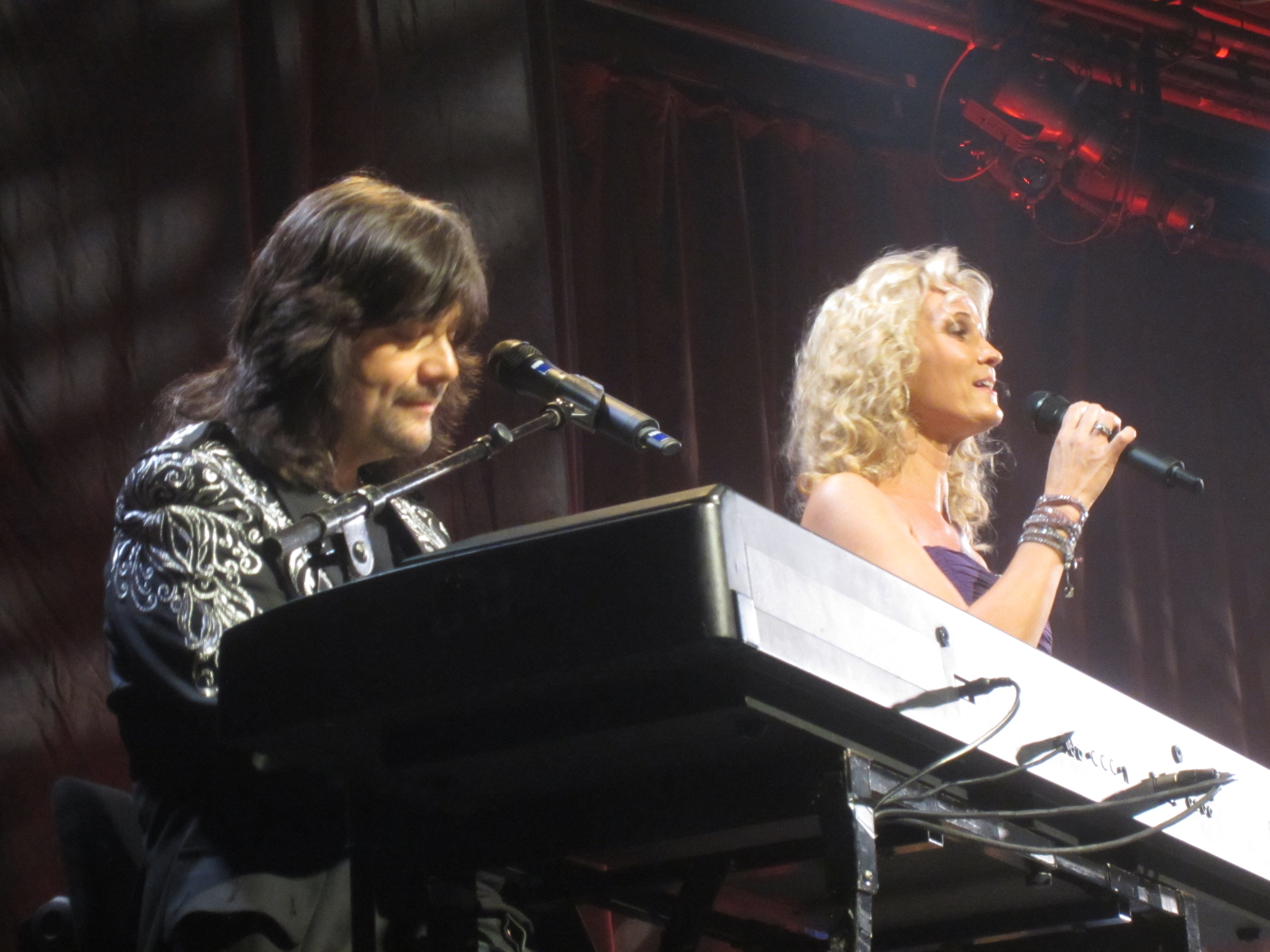
Robert Wells och Maria Wells vid en minneskonsert för Charlie Norman på Scalateatern i november 2013.

Robert Henry Arthur Wells, född 7 april 1962 i Solna, Stockholms län, är en svensk kompositör, arrangör och musiker (piano).

## Biografi
Wells är utbildad vid Adolf Fredriks musikklasser och Kungliga Musikhögskolan i Stockholm. Under 1980-talet ackompanjerade han många svenska artister, bland andra Lill-Babs, Gösta Linderholm, Eva Bysing och Jerry Williams. Han satsade senare på en solokarriär och fick en hit, nämligen Upp på berget som hamnade på Svensktoppen 1986. I Melodifestivalen 1987 medverkade han med låten Sommarnatt.
Riktigt populär blev Wells som pianist i den populära TV-leken "Så ska det låta", där han fick tillfälle att visa upp sitt breda musikaliska register. Hans årliga konsertturnéer "Rhapsody in Rock" har blivit publiksuccéer både i Sverige och utomlands. Han har spelat inför över 1,9 miljoner åskådare i Sverige sedan 1998 [källa behövs].
2007 spelade Wells piano på inspelningen av A Song For You, med Céline Dion som sångerska. Han var även med och skrev låten.
Wells musik blev utsedd som den officiella TV-musiken till Olympiska Spelen 2008 i Peking. Vintern 2008/2009 deltog han i TV4:s underhållningsprogram "Körslaget" med en egen kör.
Wells skrev låten 7 Days & 7 Nights till den svenska hårdrocksgruppen The Poodles på deras platta Clash of the Elements, som släpptes 2009. Han spelar även piano på albumet.
Han spelade piano i Belarus nummer i Eurovision Song Contest 2010.
2021 var han med i Masked Singer på TV4 utklädd till en korp.
Robert Wells är gift med Maria Wells, född Sköld, sedan 2010. De har två söner tillsammans.

## Diskografi

### Album
- 1987 - Robert Wells
- 1988 - The Way I Feel
- 1989 - Rhapsody in Rock I
- 1990 - Rhapsody in Rock II
- 1991 - Dubbelpianisterna - Hör och häpna
- 1993 - Rhapsody in Rock III
- 1994 - Robert Wells (Special cd, Polygram Finland)
- 1996 - Norman & Wells
- 1996 - Nordisk rapsodi
- 2000 - World Wide Wells
- 2000 - Jingle Wells
- 2002 - Väljer sina klassiska favoriter
- 2003 - Rhapsody In Rock 1998-2003 Complete Coll.
- 2004 - Rhapsody in Rock - The Anniversary
- 2006 - Full House Boogie
- 2010 - Close Up Classics
- 2011 - The Essential Robert Wells
- 2012 - Piano Conc I-ix Rhapsody In Rock
- 2013 - A Tribute to Charlie
- 2017 - Sun Studio Sessions

### Live- och samlingsalbum
- 1998 - Rhapsody in Rock Complete
- 2001 - Rhapsody in Rock - Completely Live
- 2003 - Rhapsody in Rock The Complete Collection
- 2008 - Best Of Rhapsody Lounge &Concert

### Singlar
- 1995 - Robert Wells Trio
- 1997 - Spanish Rhapsody
- 2000 - Rockaria
- 2003 - My Love (med Sofia Källgren)

### DVD
- 2002 - Rhapsody In Rock - The Stadium Tour 2002 (Släpptes även på VHS)
- 2003 - Rhapsody In Rock - The 2005 Summer Tour
- 2004 - Rhapsody In Rock - The Anniversary Tour

## Filmografi (urval)
- 2003 – Tur & retur
- 2006 – Kvarteret Skatan (TV-serie) (Som sig själv)
- 2021 – Masked Singer Sverige (Som sig själv)